# Тереза Альсгаммар
Тереза Альсгаммар  (швед. Therese Alshammar; 26 серпня 1977) — шведська плавчиня, олімпійська медалістка.

## Виступи на Олімпіадах
| Олімпіада    | Дисципліна                            | Місце  |
| ------------ | ------------------------------------- | ------ |
| Атланта 1996 | плавання на 100 метрів на спині       | 16     |
| Атланта 1996 | комплексна естафета 4 × 100           | 10     |
| Сідней 2000  | плавання на 50 метрів вільним стилем  | Срібло |
| Сідней 2000  | плавання на 100 метрів вільним стилем | Срібло |
| Сідней 2000  | естафета 4 × 100 вільним стилем       | Бронза |
| Афіни 2004   | плавання на 50 метрів вільним стилем  | 4      |
| Афіни 2004   | естафета 4 × 100 вільним стилем       | 7      |
| Пекін 2008   | плавання на 50 метрів вільним стилем  | 14     |
| Пекін 2008   | естафета 4 × 100 вільним стилем       | 11     |
| Лондон 2012  | плавання на 50 метрів вільним стилем  | 6      |
| Ріо 2016     | плавання на 50 метрів вільним стилем  | 15     |